# Ugoberto Alfassio Grimaldi
Ugoberto Alfassio Grimaldi di Bellino (Baldichieri d'Asti, 1915 – Voghera, novembre 1986) è stato uno storico, saggista e giornalista italiano.

## Biografia
Dopo aver frequentato il liceo classico 'Severino Grattoni' di Voghera, si laureò in giurisprudenza a Pavia come alunno del Collegio Ghislieri. Durante il ventennio fascista partecipò ai Littoriali e frequentò la Scuola di mistica fascista guidata da Niccolò Giani. Nel 1943, alla caduta del regime, non aderì alla Repubblica Sociale Italiana e prese parte alla guerra partigiana combattendo con le Brigate Giustizia e Libertà nelle file della 2ª divisione Massenzio Masia, operante nell'Oltrepo Pavese.
Parallelamente all'insegnamento di storia e filosofia al liceo classico di Voghera, esercitò la professione di giornalista. Dal 1945 militò nel Partito Socialista Italiano. In seguito alla scissione di palazzo Barberini si schierò con Giuseppe Saragat e quindi aderì al PSLI, poi PSDI.
Nel 1947 divenne redattore de L'Umanità, il quotidiano del PSDI. Fino al 1958 fu membro della direzione nazionale di quel partito, da cui si dimise per dissenso sulla linea politica. Nel 1959 si iscrisse al PSI. Ricoprì cariche pubbliche a Voghera e presiedette la locale sezione del Movimento Federalista Europeo.
Dal 1946 collaborò a Critica Sociale, la rivista fondata da Filippo Turati, per diventarne vicedirettore con Giuseppe Faravelli e direttore dal 1974 al 1981. Collaborò con i quotidiani la Gazzetta della Sera, l'Avanti!, il Giorno, la Provincia Pavese e con il periodico il Corriere del Ticino.
Storico e saggista, fu collaboratore di varie testate quotidiane e settimanali e di trasmissioni radiofoniche e televisive. Diresse la collana Informazione Storica di Bompiani e la collana Storia di Feltrinelli.

## Opere
- Autobiografia di giovani del tempo fascista, Brescia, Morcelliana, 1947.
- Il socialismo in Europa, Milano, Garzanti, 1957. [edito in Spagna nel 1961]
- I giovani degli anni Sessanta, coautore Italo Bertoni, Collana Libri del tempo n.86, Bari, Laterza, 1964.
- Crisi della sinistra, partiti e società civile, Ugoberto Alfassio Grimaldi, Miro Allione, Club Turati, Passato e Presente, Milano, 1967.[4]
- Il re "buono". La vita di Umberto I: Margherita e la duchessa Litta, il trasformismo e gli scandali bancari, il Quirinale e le avventure africane, i governi della sciabola e gli attentati degli anarchici, Collana Storia, Milano, Feltrinelli, 1970.
- Farinacci. Il più fascista, coautore Gherardo Bozzetti, Milano, Bompiani, 1972.
- Dieci giugno 1940, il giorno della follia, coautore Gherardo Bozzetti, Bari, Laterza, 1974.
- Il coraggio del no, coautore Gherardo Bozzetti, Pavia, Amministrazione Provinciale, 1976.
- La stampa di Salò. L'ultima disperata difesa del passato, Milano, Bompiani, 1978.
- Principi senza scettro. Storia dei partiti politici italiani, coautore Fulco Lanchester, Nuova Biblioteca Storica, Milano, Sugarco, 1978.
- Bissolati. Il "compagno Mussolini" lo fece espellere dal partito, coautore Gherardo Bozzetti, Prefazione di Bettino Craxi, Collana Biografie, Milano, Rizzoli, 1983. (premio Acqui Storia)
- Cultura a passo romano. Storia e strategia dei Littoriali della cultura e dell'arte, coautore Marina Addis Saba, Collana Saggi, Milano, Feltrinelli, 1983.
- AA.VV., Raccontano l'Alfa Romeo, Arese, Edizioni Alfa Romeo, 1985.

### Curatele
- Guida alle parole misteriose del nostro tempo (curatore con L. Marchi, supplemento del settimanale Tempo), 1971; nuova ed., Milano, Palazzi, 1971.
- Giuseppe Garibaldi, Memorie, Bertani Editore, 1972.

### Altro
- Prefazione a  Claudio Castellacci, Mani pulite. I comunisti e le amministrazioni degli enti locali, Collana Fatti e misfatti, Milano, SugarCo, 1977.
- Commento a Storie d'Italia, 1870–1896. La sinistra al potere, di Alfredo Chiappori, Milano, Feltrinelli, 1979.